# Пожарная каланча (Суздаль)
Суздальская пожарная каланча — одноэтажное здание с каланчой 1890 года постройки по улице Лебедева в городе Суздаль Владимирской области. Памятник истории и культуры регионального значения. В настоящее время здание используется для нужд местной пожарной части.

## История
В 1864 году по предложению руководства города в Суздале приступили к сбору средств на обустройство пожарной команды, по образцу той, которая действовала в Осташково. Первые упоминания о пожарной дружине в городе относятся к 1864 году. Тогда в бывшем здании конюшни расположилась пожарная дружина, на вооружении которой находился один ручной насос, установленный на конный ход.
Одноэтажное здание пожарного депо было возведено в 1890 году. Пожарную каланчу не построили, планировали соорудить на пожарном дворе в 1892 году, но из-за отсутствия денежных средств в городской казне строительство так и не началось. Построили её только в 1901 году. До введения каланчи в эксплуатацию наблюдательный пост пожарных был на Успенской колокольне.

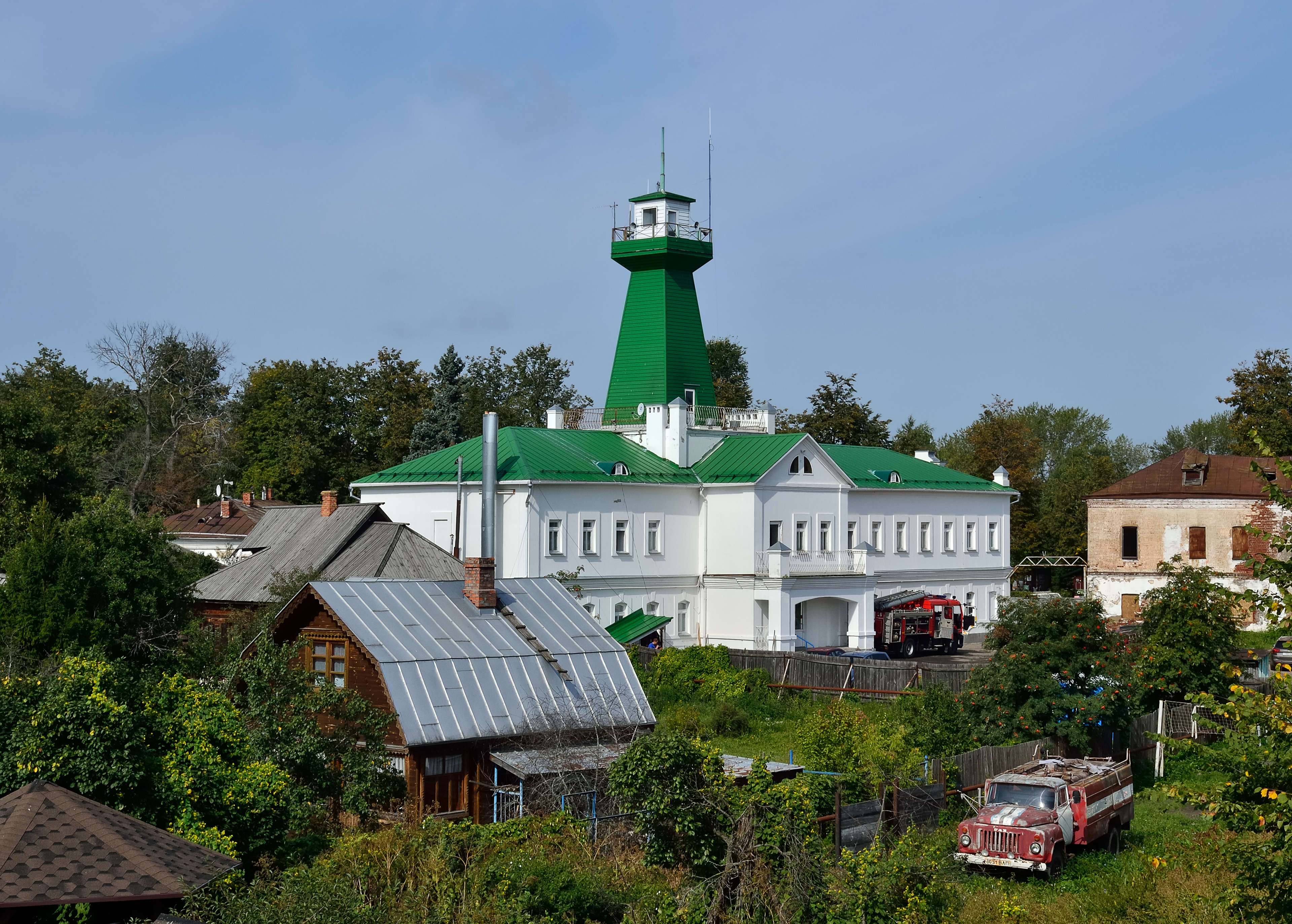
Общий вид

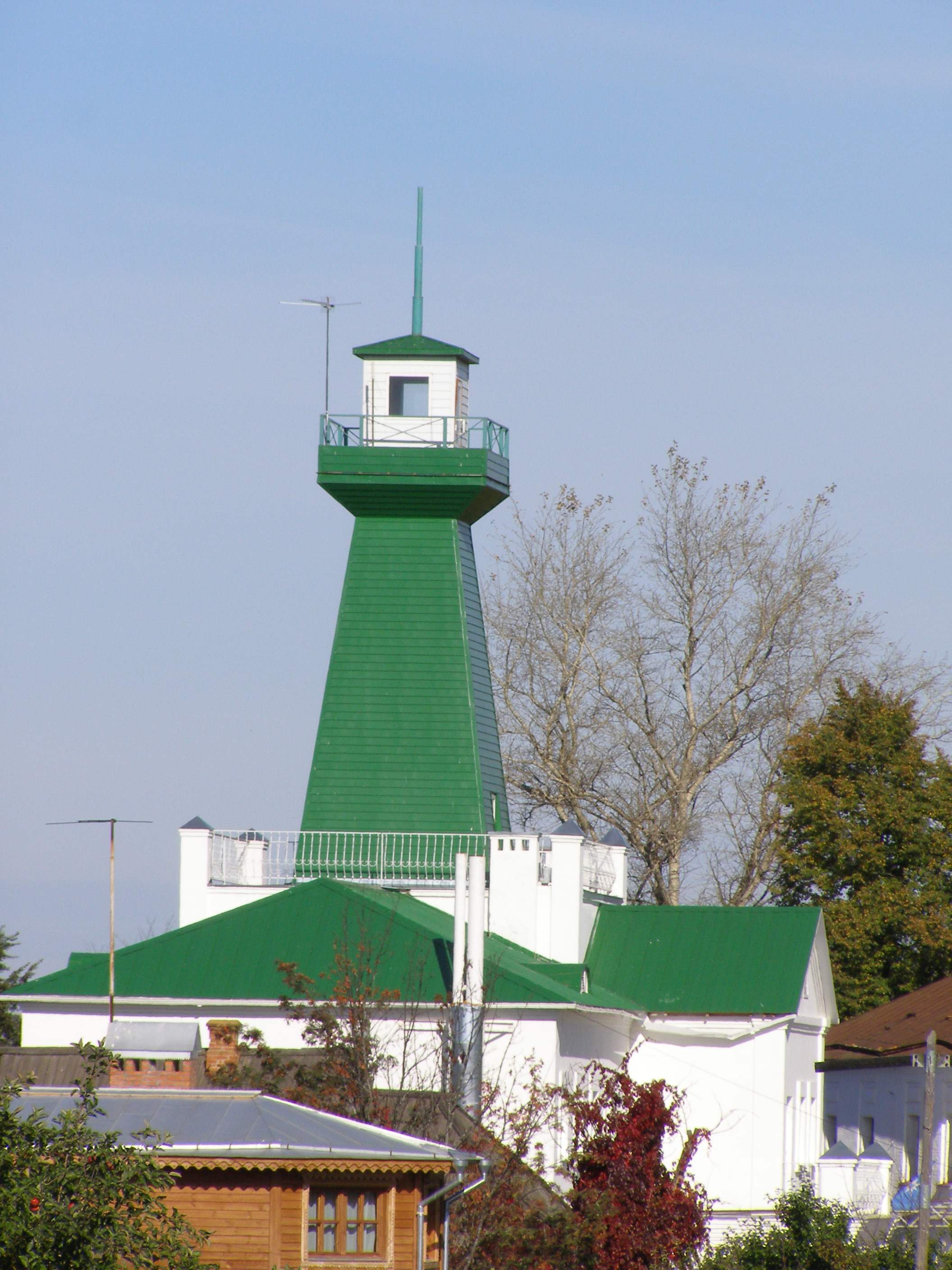
Каланча

## Современное состояние
Больше ста лет пожарная часть Суздаля размещалась в одноэтажном здании, которое постепенно пришло в негодность. В 2004 году Суздальская пожарная охрана на выделенные средств начало строительство нового здания. За основу был взят проект более чем столетней давности, который хранился в архиве Владимиро-Суздальского музея-заповедника. По согласованию с Министерством культуры и Госцентром города Владимира начались работы по строительству и отделке нового здания. Старое здание было разобрано, а на его месте построили новое современное, но вписывающиеся в архитектуру исторической части города. 26 декабря 2005 года пожарная команда начала своё дежурство в новом особняке с пожарной каланчой. Каланча очень гармонично сочетается с панорамой Суздаля.